# 영상 (드뷔시)
《영상》(Images)은 클로드 드뷔시가 1906년에 작곡한 피아노 작품이다. 총 2권으로 이루어져 있으며 각각 3곡으로 총 6곡으로 이루어져 있다.
- 제 1권(Série) L. 110
  - I. 물에 비치는 그림자[물의 반영] (Reflets dans l'eau)
  - II. 라모를 찬양하며 (Hommage a Rameau)
  - III. 움직임 (Mouvement)

- 제 2권 L. 111
  - I. 잎새를 스치는 종소리 (Cloches a travers les feuilles)
  - II. 황폐한 사원에 걸린 달 (Et la descend sur le temple qui fut)
  - III. 금빛 물고기 (Poissons d'or)

드뷔시는 1894년에 《잊힌 영상 L.87》(프랑스어: Images oubliées)을 작곡한 적이 있는데, 이도 앞의 작품처럼 3곡으로 이루어져 있다.